# Округ Алџер (Мичиген)
Алџер (енгл. Alger County) је округ у америчкој савезној држави Мичиген.

## Демографија
По попису из 2010. године број становника је 9.601, што је 261 (−2,6%) становника мање него 2000. године.
| Група             | 2000.         | 2010.         |
| Белци             | 8.625 (87,5%) | 8.213 (85,5%) |
| Афроамериканци    | 603 (6,1%)    | 612 (6,4%)    |
| Азијати           | 32 (0,3%)     | 32 (0,3%)     |
| Хиспаноамериканци | 99 (1,0%)     | 114 (1,2%)    |
| Укупно            | 9.862         | 9.601         |